# 浪花银汉鱼
浪花银汉鱼（学名：Iso flosmaris）为银汉鱼科浪花银汉鱼属的鱼类，又名浪花鱼。分布于日本、台湾沿岸碎浪带等。该物种的模式产地在日本。

## 分布
本魚分布於西北太平洋，包括日本及台灣水域。

## 深度
水深0至2公尺。

## 特徵
本魚體延長，顯著側扁，胸部下緣薄如刀狀，體高最高處在胸鰭基底部附近，並向尾柄逐漸尖細。頭鈍短，口小；齒細小，絨毛狀；於吻部即下腭具小齒，上腭不能伸出，上腭齒僅分布於上腭骨之前端；背鰭2枚，第一背鰭甚小，具4至6枚硬棘；第二背鰭與臀鰭略對在，具1枚硬棘及12至16軟條；臀鰭較第二背鰭為大，具1枚硬棘及21至27枚軟條；胸鰭高位，其後緣圓形；腹鰭小型，前位；尾鰭開叉。自臀鰭前方至腹鰭間之腹側正中線上有肉質隆起稜，此稜除肛門附近外無鱗；肛門位於臀鰭起點之正前方。無側線，體被小圓鱗，一縱列約有60枚。體銀白色，體側自胸鰭基部至尾鰭基部具一寬廣縱走帶。

## 生態
棲息於沿岸碎波帶，即使在潮池亦可見到。以浮游生物及矽藻為食。

## 經濟利用
罕見，為海鳥及其他魚類之餌料魚。